# أربعاء رسموكة
أربعاء رسموكة هي قرية أمازيغية مغربية وجماعة قروية وسط غربي المغرب. تنتمي أربعاء رسموكة لإقليم تيزنيت على الساحل الأطلسي. تضم هذه الجماعة القروية 7.503 نسمة (إحصاء 2004).